# Maureen Koech
Maureen Koech (Nairobi, 21 de mayo de 1989) es una actriz y cantante keniana, reconocida principalmente por su papel en la serie de televisión de la cadena KTN Lies that Bind y por protagonizar la película de Njue Kevin Sticking Ribbons.

## Biografía
Koech inició su carrera principalmente en producciones de teatro. A comienzos de la década de 2010 se vinculó al reparto de la serie de televisión Lies that Bind de la cadena keniana KTN, donde interpretó el papel de la joven Patricia. Su desempeño en la telenovela le valió el premio Africa Magic Viewers Choice Awards en 2013 en la categoría de mejor actriz de reparto en un seriado de televisión. Ese mismo año protagonizó la película del joven cineasta Njue Kevin Sticking Ribbons.

## Filmografía

### Cine y televisión
| Año       | Proyecto         | Papel    | Notas                                                                                             |
| --------- | ---------------- | -------- | ------------------------------------------------------------------------------------------------- |
| 2010      | Changing Times   | Shiks    | 10 episodios                                                                                      |
| 2011-2014 | Lies that Bind   | Patricia | Protagonista - Premio a la mejor actriz de reparto en los Africa Magic Viewers Choice Awards 2013 |
| 2014      | Sticking Ribbons |          | Cortometraje                                                                                      |

## Discografía
| Año  | Título      | Álbum |
| ---- | ----------- | ----- |
| 2014 | "Be Afraid" |       |